# Кшешув (Нижньосілезьке воєводство)
Кшешув (пол. Krzeszów, нім. Grüssau) — село в Польщі, у гміні Каменна Ґура Каменноґурського повіту Нижньосілезького воєводства.
Населення — 1605 осіб (2011).
У 1975-1998 роках село належало до Єленьоґурського воєводства.

## Демографія
Демографічна структура станом на 31 березня 2011 року:
|          | Загалом | Допрацездатний вік | Працездатний вік | Постпрацездатний вік |
| -------- | ------- | ------------------ | ---------------- | -------------------- |
| Чоловіки | 774     | 184                | 525              | 65                   |
| Жінки    | 831     | 164                | 482              | 185                  |
| Разом    | 1605    | 348                | 1007             | 250                  |